# Friidrott vid panamerikanska spelen 2007
Tävlingarna i friidrott vid de XV:e Panamerikanska spelen 2007 genomfördes vid Flamengo Park och Estádio Olímpico João Havelange i Rio de Janeiro, Brasilien den 22–29 juli 2007.
Tretton mästerskapsrekord tangerades eller slogs vid spelen. I spelen deltog totalt 5 642 idrottare från 42 nationer.

## Medaljsummering

### Medaljfördelning
| Pl.   | Nation                  | Guld | Silver | Brons | Totalt |
| ----- | ----------------------- | ---- | ------ | ----- | ------ |
| 1     | Kuba                    | 12   | 8      | 10    | 30     |
| 2     | Brasilien               | 9    | 5      | 9     | 23     |
| 3     | USA                     | 6    | 12     | 6     | 24     |
| 4     | Kanada                  | 6    | 4      | 2     | 12     |
| 5     | Mexiko                  | 3    | 7      | 5     | 15     |
| 6     | Jamaica                 | 3    | 4      | 0     | 7      |
| 7     | Bahamas                 | 2    | 2      | 2     | 6      |
| 8     | Ecuador                 | 2    | 2      | 1     | 5      |
| 9     | Panama                  | 1    | 1      | 0     | 2      |
| 10    | Antigua och Barbuda     | 1    | 0      | 2     | 3      |
| 11    | Nederländska Antillerna | 1    | 0      | 0     | 1      |
| 11    | El Salvador             | 1    | 0      | 0     | 1      |
| 13    | Colombia                | 0    | 1      | 2     | 3      |
| 14    | Guatemala               | 0    | 1      | 0     | 1      |
| 15    | Argentina               | 0    | 0      | 3     | 3      |
| 16    | Dominica                | 0    | 0      | 1     | 1      |
| 16    | Dominikanska republiken | 0    | 0      | 1     | 1      |
| 16    | Grenada                 | 0    | 0      | 1     | 1      |
| 16    | Saint Lucia             | 0    | 0      | 1     | 1      |
| 16    | Trinidad och Tobago     | 0    | 0      | 1     | 1      |
| Total | Total                   | 47   | 47     | 47    | 141    |

### Damer
| Förkortningar   | Förkortningar       | Förkortningar        | Förkortningar    |
| --------------- | ------------------- | -------------------- | ---------------- |
| WR=Världsrekord | AR=Världsdelsrekord | CR=Mästerskapsrekord | NR=Nationsrekord |

| Gren              | Guld                                                                          | Guld        | Silver                                                                               | Silver     | Brons                                                                | Brons      |
| 100 meter         | Mikele Barber (USA)                                                           | 11,02 CR    | Mechelle Lewis (USA)                                                                 | 11,24      | Chandra Sturrup (BAH)                                                | 11,29      |
| 200 meter         | Roxana Díaz (CUB)                                                             | 22,90       | Sheri-Ann Brooks (JAM)                                                               | 22,92      | Sherry Fletcher (GRN)                                                | 22,96      |
| 400 meter         | Ana Guevara (MEX)                                                             | 50,34       | Christine Amertil (BAH)                                                              | 50,99      | Indira Terrero (CUB)                                                 | 51,09      |
| 800 meter         | Diane Cummins (CAN)                                                           | 1.59,75     | Rosibel García (COL)                                                                 | 2.00,02    | Zulia Calatayud (CUB)                                                | 2.00,34    |
| 1500 meter        | Juliana Santos (BRA)                                                          | 4.13,36     | Mary Jayne Harrelson (USA)                                                           | 4.15,24    | Rosibel García (COL)                                                 | 4.15,78 NR |
| 5000 meter        | Megan Metcalfe (CAN)                                                          | 15.35,78    | Catherine Ferrell (USA)                                                              | 15.42,01   | Leticia Rocha de la Cruz (MEX)                                       | 15.43,80   |
| 10 000 meter      | Sara Slattery (USA)                                                           | 32.54,11 CR | Maria Rodriguez de la Cruz (MEX)                                                     | 32.56,75   | Lucélia Perez (BRA)                                                  | 33.19,48   |
| Maraton           | Mariela González (CUB)                                                        | 2:43.11     | Márcia Narloch (BRA)                                                                 | 2:45.10    | Sirlene Pinho (BRA)                                                  | 2:47.36    |
| 3000 meter hinder | Sabine Heitling (BRA)                                                         | 9.51,13 CR  | Talis Apud (MEX)                                                                     | 9.55,43 NR | Zenaide Vieira (BRA)                                                 | 9.55,71    |
| 100 meter häck    | Delloreen Ennis-London (JAM)                                                  | 12,65 CR    | Perdita Felicien (CAN)                                                               | 12,65 CR   | Angela Whyte (CAN)                                                   | 12,72      |
| 400 meter häck    | Sheena Johnson (USA)                                                          | 54,64       | Nickiesha Wilson (JAM)                                                               | 54,91      | Nicole Leach (USA)                                                   | 54,97      |
| 4×100 meter       | Jamaica · Sheri-Ann Brooks · Tracy-Ann Rowe · Aleen Bailey · Peta-Gaye Dowdie | 43,58       | USA · Shareese Woods · Mechelle Lewis · Alexis Weatherspoon · Mikele Barber          | 43,62      | Kuba · Virgen Benavides · Roxana Díaz · Misleidys Lazo · Anay Tejeda | 43,80      |
| 4×400 meter       | Kuba · Aymée Martínez · Daimy Pernia · Zulia Calatayud · Indira Terrero       | 3.27,51     | Mexiko · Maria Teresa Rugerio · Gabriela E, Medina · Zudykey Rodriguez · Ana Guevara | 3.27,75    | USA · Debbie Dunn · Angel Perkins · Latonia Wilson · Nicole Leach    | 3.27,84    |
| 20 km gång        | Cristina Lopez (ESA)                                                          | 1:38.59     | Miriam Ramón (ECU)                                                                   | 1:40.03    | Maria Sanchez (MEX)                                                  | 1:41.47    |
| Höjdhopp          | Romary Rifka (MEX)                                                            | 1,95 m      | Nicole Forrester (CAN)                                                               | 1,95 m     | Levern Spencer (LCA)                                                 | 1,87 m     |
| Stavhopp          | Fabiana Murer (BRA)                                                           | 4,60 m CR   | April Steiner (USA)                                                                  | 4,40 m     | Yarisley Garcia (CUB)                                                | 4,30 m     |
| Längdhopp         | Maurren Higa Maggi (BRA)                                                      | 6,84 m      | Keila Costa (BRA)                                                                    | 6,73 m     | Yargelis Savigne (CUB)                                               | 6,66 m     |
| Tresteg           | Yargelis Savigne (CUB)                                                        | 14,80 m CR  | Keila Costa (BRA)                                                                    | 14,38 m    | Mabel Gay (CUB)                                                      | 14,26 m    |
| Kula              | Misleydis González (CUB)                                                      | 18,83 m     | Yumileidi Cumbá (CUB)                                                                | 18,28 m    | Cleopatra Borel-Brown (TTO)                                          | 18,22 m    |
| Diskus            | Yarelis Barrios (CUB)                                                         | 61,72 m     | Yania Ferrales (CUB)                                                                 | 61,71 m    | Elisângela Adriano (BRA)                                             | 60,27 m    |
| Slägga            | Yipsi Moreno (CUB)                                                            | 75,20 m CR  | Arasay Thondike (CUB)                                                                | 68,70 m    | Jennifer Dahlgren (ARG)                                              | 68,37 m    |
| Spjut             | Osleidys Menéndez (CUB)                                                       | 62,34 m     | Sonia Bisset (CUB)                                                                   | 60,68 m    | Laverne Eve (BAH)                                                    | 58,10 m    |
| Sjukamp           | Jessica Zelinka (CAN)                                                         | 6136 p      | Gretchen Quintana (CUB)                                                              | 6000 p     | Lucimara da Silva (BRA)                                              | 5873 p     |

### Herrar
| Förkortningar   | Förkortningar       | Förkortningar        | Förkortningar    |
| --------------- | ------------------- | -------------------- | ---------------- |
| WR=Världsrekord | AR=Världsdelsrekord | CR=Mästerskapsrekord | NR=Nationsrekord |

| Gren              | Guld                                                                                    | Guld        | Silver                                                                          | Silver   | Brons                                                                                   | Brons      |
| 100 meter         | Churandy Martina (AHO)                                                                  | 10,15       | Darvis Patton (USA)                                                             | 10,17    | Brendan Christian (ANT)                                                                 | 10,26      |
| 200 meter         | Brendan Christian (ANT)                                                                 | 20,37       | Marvin Anderson (JAM)                                                           | 20,38    | Rubin Williams (USA)                                                                    | 20,57      |
| 400 meter         | Chris Brown (BAH)                                                                       | 44,85       | Tyler Christopher (CAN)                                                         | 45,05    | Chris Lloyd (DMA)                                                                       | 45,40      |
| 800 meter         | Yeimer López (CUB)                                                                      | 1.44,58 CR  | Kléberson Davide (BRA)                                                          | 1.45,47  | Fabiano Peçanha (BRA)                                                                   | 1.45,54    |
| 1500 meter        | Hudson de Souza (BRA)                                                                   | 3.36,32 CR  | Juan Barrios (MEX)                                                              | 3.37,71  | Byron Piedra (ECU)                                                                      | 3.37,88 NR |
| 5000 meter        | Ed Moran (USA)                                                                          | 13.25,60 CR | Juan Barrios (MEX)                                                              | 13.29,87 | Marílson Gomes dos Santos (BRA)                                                         | 13.30,87   |
| 10 000 meter      | José David Galván (MEX)                                                                 | 28.08,74 CR | Marílson Gomes dos Santos (BRA)                                                 | 28.09,30 | Alejandro Suárez (MEX)                                                                  | 28.09,95   |
| Maraton           | Franck Caldeira (BRA)                                                                   | 2:14.03     | José Amado García (GUA)                                                         | 2:14.27  | Procopio Franco (MEX)                                                                   | 2:15.18    |
| 3000 meter hinder | Josh McAdams (USA)                                                                      | 8.30,49     | Michael Spence (USA)                                                            | 8.32,11  | José Alberto Sánchez (CUB)                                                              | 8.36,07    |
| 110 meter häck    | Dayron Robles (CUB)                                                                     | 13,25       | David Payne (USA)                                                               | 13,43    | Yoel Hernández (CUB)                                                                    | 13,50      |
| 400 meter häck    | Adam Kunkel (CAN)                                                                       | 48,24       | Bayano Kamani (PAN)                                                             | 48,70    | Laron Bennett (USA)                                                                     | 49,07      |
| 4×100 meter       | Brasilien · Vicente Lenilson, · Rafael Ribeiro, · Basilio Morais Junior, · Sandro Viana | 38,81       | Kanada · Richard Adu-Bobie, · Anson Henry, · Jared Connaughton, · Bryan Barnett | 38,87    | USA · J-Mee Samuels, · Rae Edwards, · Rubin Williams, · Darvis Patton                   | 38,88      |
| 4×400 meter       | Bahamas · Andrae Williams, · Avard Moncur, · Michael Matheau, · Chris Brown             | 3.01,94     | USA · Greg Nixon, · Jamaal Torrance, · Laron Bennett, · David Neville           | 3.02,44  | Dominikanska republiken · Carlos Santa · Arismendy Peguero · Yoel Tapia · Félix Sánchez | 3.02,48    |
| 20 km gång        | Jefferson Pérez (ECU)                                                                   | 1:22.08     | Rolando Saquipay (ECU)                                                          | 1:23.28  | Gustavo Restrepo (COL)                                                                  | 1:24.51    |
| 50 km gång        | Xavier Moreno (ECU)                                                                     | 3:52.07     | Horacio Nava (MEX)                                                              | 3:52.35  | Omar Zepeda (MEX)                                                                       | 3:56.04    |
| Höjdhopp          | Víctor Moya (CUB)                                                                       | 2,32 m      | Donald Thomas (BAH)                                                             | 2,30 m   | James Grayman (ANT)                                                                     | 2,24 m     |
| Stavhopp          | Fábio Gomes da Silva (BRA)                                                              | 5,40 m      | Giovanni Lanaro (MEX)                                                           | 5,30 m   | Germán Chiaraviglio (ARG)                                                               | 5,20 m     |
| Längdhopp         | Irving Saladino (PAN)                                                                   | 8,28 m      | Wilfredo Martínez (CUB)                                                         | 7,92 m   | Bashir Ramzy (USA)                                                                      | 7,90 m     |
| Tresteg           | Jadel Gregório (BRA)                                                                    | 17,27 m     | Osniel Tosca (CUB)                                                              | 16,92 m  | Yoandri Betanzos (CUB)                                                                  | 16,90 m    |
| Kula              | Dylan Armstrong (CAN)                                                                   | 20,10 m     | Dorian Scott (JAM)                                                              | 20,06 m  | Carlos Véliz (CUB)                                                                      | 19,75 m    |
| Diskus            | Michael Robertson (USA)                                                                 | 59,24 m     | Adam Kuehl (USA)                                                                | 57,50 m  | Dariusz Slowik (CAN)                                                                    | 57,37 m    |
| Slägga            | James Steacy (CAN)                                                                      | 73,77 m     | Kibwe Johnson (USA)                                                             | 73,23 m  | Juan Ignacio Cerra (ARG)                                                                | 72,12 m    |
| Spjut             | Guillermo Martínez (CUB)                                                                | 77,66 m     | Mike Hazle (USA)                                                                | 75,33 m  | Alexon Maximiano (BRA)                                                                  | 75,04 m    |
| Tiokamp           | Maurice Smith (JAM)                                                                     | 8278 p CR   | Yordanis García (CUB)                                                           | 8113 p   | Carlos Chinin (BRA)                                                                     | 7977 p     |